# Východoslovenská nářečí
Východoslovenské nářečí (jiné názvy: Východoslovenský dialekt, makroareál východoslovenských nářečí, východní slovenština, východoslovenština, východniarčina, východniarština) je jeden ze tří hlavních nářečních celků slovenštiny. Těmito nářečími se mluví na území bývalých žup Spišské, Šarišské, Zemplínské, Abovské a na území části Užské župy. Používají je i někteří dolnozemští Slováci.
Historicky na základě těchto nářečí vznikla kulturní východoslovenština.

## Historické užití
V roce 1918 se východoslovenština, tehdy nazývaná východniarština, stala úředním jazykem Slovenské ľudové republiky, krátce trvajícího promaďarského státního útvaru s hlavním městem v Košicích, v jehož čele stál Viktor Dvorcsák. Obyvatelstvo východního Slovenska bylo Dvorcsákem označeno za samostatný národ, Slovjaky. Tato republika zanikla, když byla vojensky obsazena československou armádou.
Později byla východniarština užívána (neoficiálně) i ve Slovenské republice rad, protože většina jejích státních činitelů spisovnou slovenštinu neovládala.

## Charakteristika
Základní znaky jsou zejména:
- přízvuk na předposlední slabice slova (kromě toho doprovázen charakteristickou intonací)
- dlouhé samohlásky neexistují (volame, brazda, luka)
- slabiky ro-, lo- na začátku některých starých slovanských slov, podobně jako u západoslovenských nářečí (rokita, lokec)
- samohláska e (vzácněji jiná samohláska) místo původních jerů a vkladních samohlásek (oves, chribet, ocec, von, viter)
- samohláska e (v krátkých pozicích) resp. (i)a (v dlouhých pozicích) namísto původního nosového e (dzešec, peta, častka, pamiatka)
- samohláska u místo ó, resp. později místo ô (nuž, muj, hnuj, vuz)
- místo slabičného r je ar/er, místo slabičného l je lu/ol (tvardi, śerco, slunko, molha)
- místo ď, ť je c, dz (cicho, dzeci)
- používají se měkké sykavky ś a ź (suśed, źima)
- v širokém rozsahu se používají souhlásky ľ a ň
- podstatná jména středního rodu měkkých vzorů jsou zakončena na -o, podobně jako v západoslovenských nářečích (poľo, ľico, vajco)
- genitiv singuláru všech podstatných jmen ženského rodu je na -i (od ženi, z dlaňi)
- genitiv singuláru podstatných jmen mužského rodu zakončených na a je na -i (od gazdi)
- plurál všech podstatných jmen má následovně unifikované koncovky: v genitivu a lokálu -och (v mestoch, z mestoch, od sinoch, o ženoch), v dativu -om (ženom), v instrumentálu -ami (bratami)
- lokál singuláru adjektivního skloňování je na -im (o tim dobrim dzecku)
- budoucí čas nedokonavých sloves se alternativně tvoří pomocí příčestí tvaru minulého času (budze robil/robila/robilo, kromě: budze robic)
- tvary pomocného slovesa být se často nahrazují osobním zájmenem, jak v ruštině (ja lačni, ti nevidzel - t.j. ja som hladný, ty si nevidel)
- všechny základní číslovky, tj. i od 5 výše, se spojují s nominativem plurál počítaného objektu (dvacec koruni, pejc bačove)
- více slov se používá pouze v těchto nářečích nebo pouze v těchto a západoslovenských nářečích (např. čistě jen do východoslovenských nářečí spadají slova hustka, hače, jarec, kuropka, ľenča, trimac, znac, zochabic, rucic apod.)